# The Monuments Men
The Monuments Men is een Amerikaanse oorlogsfilm uit 2014 onder regie van George Clooney en gebaseerd op het gelijknamige boek van Robert M. Edsel.

## Verhaal
Een groep personen uit de kunstwereld wordt ten tijde van de Tweede Wereldoorlog  geselecteerd, met goedkeuring van de Amerikaanse president Franklin D. Roosevelt, om Duitsland binnen te dringen en waardevolle meesterwerken uit de kunstgeschiedenis te redden van de nazi's. De groep, bestaande uit museumdirecteuren, curatoren en kunstkenners, komt onder druk te staan wanneer het Duitse Rijk ten einde lijkt te komen en de nazi’s de opdracht krijgen om alle kunstwerken te vernietigen.

## Rolverdeling
| Acteur           | Personage            |
| ---------------- | -------------------- |
| George Clooney   | Frank Stokes         |
| Matt Damon       | James Granger        |
| John Goodman     | Walter Garfield      |
| Bill Murray      | Richard Campbell     |
| Jean Dujardin    | Jean Claude Clermont |
| Bob Balaban      | Preston Savitz       |
| Hugh Bonneville  | Donald Jeffrys       |
| Dimitri Leonidas | Sam Epstein          |
| Cate Blanchett   | Claire Simone        |

## Release en ontvangst
The Monuments Men ging op 4 februari 2014 in wereldpremière in New York en werd ook vertoond op 8 februari 2014 op het internationaal filmfestival van Berlijn. De film ging op 13 februari 2014 in première in de Sint-Baafskathedraal in Gent, omdat in de film de zoektocht van de soldaten naar het Lam Gods leidt, dat in deze kathedraal hangt. De film ging op 12 maart 2014 in première in de Belgische bioscopen.

## Amerikaanse en andere inbreng
Het boek en vervolgens de film hebben het verhaal van de Monuments Men uitsluitend gezien vanuit Amerikaanse ogen. De inbreng van specialisten uit dertien andere landen, onder meer uit België en Nederland, kwam hierbij niet aan bod. 
Deze historische onjuistheid kwam onder meer tot uiting in het verhaal van de recuperatie van het Lam Gods, waarbij de verdienste volledig op rekening van Amerikaanse militairen werd geplaatst. De eenzijdige interpretatie is gedeeltelijk rechtgezet op de webstek van de Monuments Men Foundation, waarop, naast andere nationaliteiten, ook een aantal Nederlandse en Belgische Monuments Men aan bod komen.